# Юкка коротколистная
Юкка коротколистная (лат. Yucca brevifolia) — многолетнее вечнозелёное однодомное растение, вид рода Юкка семейства Спаржевые (Asparagaceae).

## Название
Видовое название растения, «коротколистная» (лат. brevifolia), связано с более короткими, по сравнению с другими видами юкки, листьями.
Англоязычное название растения — «дерево Джошуа», то есть «дерево Иисуса Навина». Мормоны, пересекая реку Колорадо в середине XIX века, попали в пустыню Мохаве, и впервые увидев воздетые к небу «руки» этого дерева, вспомнили Иисуса Навина.

## Описание
Дерево 4—12 м высотой, иногда до 15 м. Ствол 50—90 см в диаметре, вверху сильно разветвлённый. Древесина легкая, мягкая, губчатая, светло-коричневая или почти белая.
Листья густо расположенные, 15—35 см длиной и 6—15 мм шириной, ланцетные, жёсткие, короткие, края бледно-зелёные или жёлтые с мелкими зубчиками.
Соцветие — прямостоячая густая метёлка с опушённой стрелкой. Цветки 2,5—7 см длиной. Околоцветник шаровидный или продолговатый, зеленовато-белый, тусклый или блестящий. На родине цветёт в мае — июне. В Баку цветёт в конце июля — в августе, на Южном берегу Крыма — в августе; зацветает на шестом году.
Плод — коробочка, желтовато-коричневая или светло-красная, продолговатая, остроконечная, длиной 5—10 см, диаметром 3—5 см, мясистая, при созревании высыхает и опадает. Семена тонкие, чёрные 8—12 мм в диаметре.

## Распространение и экология

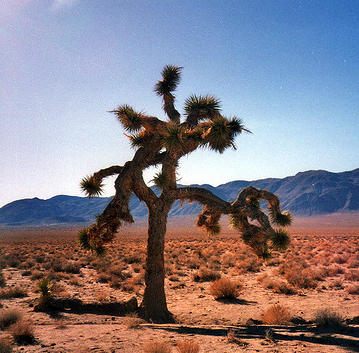
Растение юкки коротколистной, изображение которого было использовано в оформлении альбома The Joshua Tree

Произрастает в пустынях юго-запада США на высоте 400—1800 м. В этих местах юкка коротколистная иногда образует своеобразные разреженные леса, которые тянутся на несколько километров.
Ареал вида охватывает штаты: Аризона, Калифорния, Невада и Юта, проходит через пустыню Мохаве.
Этот вид юкки — один из немногих, развивающих огромную крону. Самые старые экземпляры, по некоторым данным, достигали возраста 800 лет. Для сохранения этого удивительного растения в 1936 году в окрестностях Ривер-сайда (штат Калифорния) был создан «Национальный памятник дерева Джошуа» (Yoshua Tree National Monument), позднее в 1994 году объявлен национальным парком.
Разводится как декоративное растение в южной Европе, Алжире и других странах. В России с 80-х годов XIX века на Южном берегу Крыма и Черноморском побережье Кавказа. На территории бывшего СССР в Азербайджане (Баку) и Грузии.

## Юкка коротколистная в культуре и искусстве
Английское название растения было использовано ирландской рок-группой U2 в качестве названия своего пятого студийного альбома — The Joshua Tree (1987). Этот альбом принёс музыкантам мировую славу и является одним из наиболее продаваемых альбомов в мире.
В 1993 году в американском кинематографе появился фильм «Дерево Джошуа» с Дольфом Лундгреном в главной роли.